# Sobabee Zwijndrecht
Sobabee Zwijndrecht is een Belgische basketbalvereniging uit Zwijndrecht.

## Historiek
De ploeg werd opgericht op 10 mei 1949 met het stamnummer 253 onder de naam Lackbors Basket Ball Club. Verscheidene jaren later verhuisde de club naar het Lyceum te Linkeroever alwaar in 1975 Sobabee ontstond onder leiding van Louis Agemans. In 1992 fuseerde de club voor twee seizoenen met Soba Antwerpen, waarna ze doorstootte naar de eerste klasse. In 1995 fuseerde de club met Racing Mechelen, uit deze fusie ontstond Racing Basket Antwerpen (RBA). Sobabee herstartte vervolgens in de vierde provinciale klasse, waarna ze doorgroeiden naar de tweede landelijke klasse. In 2011 werd er opnieuw een tweede ploeg opgericht die momenteel actief is in de derde provinciale klasse. In 2018 werd met een nieuw bestuur een eerste modernisering aangebracht met oog op sport, jeugdbegeleiding en infrastructuur.

## Locatie
De club speelt in Sporthal Den Draver te Zwijndrecht. Coach van het eerste mannenteam is Kenny De Boeck. De club telt 260 leden, waarvan het merendeel afkomstig is uit Zwijndrecht en Linkeroever.

## Bekende ex-spelers
- Ronny Bayer
- Paul Bayer
- Peter Ibens
- Steve Ibens
- Philippe Clement
- Danny Herman
- Randy Oveneke